# Deserto Blu
Il deserto Blu è un'area della desertica penisola del Sinai, in prossimità del centro turistico di Dahab, dove numerose rocce sono state dipinte di colore blu.
L'opera d'arte fu creata nel 1980, poco dopo il Trattato di pace israelo-egiziano del 1979, quando l'artista belga Jean Verame si recò nel Sinai per dipingere una linea di pace. L'artista aveva ottenuto il permesso dal presidente egiziano Anwar al-Sadat e ricevette in dono dieci tonnellate di vernice dalle Nazioni Unite. Jean Verame più tardi creò una simile installazione presso il villaggio di Tafraout, nella parte meridionale del Marocco.
Le temperature nel deserto possono raggiungere valori di 36 °C.